# De familie Bellelli
De familie Bellelli, dat ook bekend staat als Familieportret (Frans: Portrait de famille), is een schilderij van Edgar Degas. Hij maakte het tussen 1858 en 1869. Sinds 1986 maakt het deel uit van de collectie van het Musée d'Orsay in Parijs. Kenners beschouwen het als een belangrijk werk uit Degas' beginperiode.

## Achtergrond
In 1856 vertrok Degas vanuit Parijs naar Italië om er kunst te studeren en familie te bezoeken. Op 17 juli kwam hij aan in Napels. In 1857 reisde hij tussen Rome en Napels, waar hij logeerde bij zijn grootvader, Hilaire Degas. Eind juli 1858 schreef Laura Bellelli, de zus van zijn vader, vanuit Napels een brief aan Degas, waarin ze hem uitnodigde om bij haar in Florence te verblijven. Zij woonde daar met baron Gennaro Bellelli, een politiek journalist die gevlucht was voor de Oostenrijkse vervolging na het neerslaan van de revolutie van 1848. Degas arriveerde op 4 augustus in Florence, waar hij bij zijn oom Gennaro woonde en studeerde in de Uffizi. Hij verveelde zich echter al snel en kon niet goed overweg met Gennaro. Hij bleef alleen om Laura en haar dochters Giovanna en Giulia te zien, die hun verblijf in Napels hadden verlengd na de dood van Degas' grootvader op 31 augustus.
Nadat zijn tante en nichtjes begin november 1858 terugkeerden, begon Degas aan een reeks werken die de basis vormden voor De familie Bellelli. Waarschijnlijk was hij aanvankelijk van plan een verticale compositie te schilderen met zijn tante en haar twee dochters in een piramidevormige groepering. Hij schilderde zijn nichtjes in hun zwarte jurken en witte schorten, terwijl zijn vader brieven schreef uit Parijs, waarin hij advies gaf over hoe hij het project het beste kon uitvoeren en ongeduldig op zijn terugkeer wachtte. Degas schreef over Giulia en Giovanna:

De oudste is echt een kleine schoonheid. De jongste heeft de duivel in zich, maar ook de vriendelijkheid van een engel. Ik schilder ze in zwarte kleren en kleine witte schorten, die heel goed bij ze passen... Ik zou graag een zekere natuurlijke gratie willen uitdrukken, samen met een nobelheid waarvan ik niet weet hoe ik deze moet definiëren...

Degas heeft vrijwel zeker opgemerkt dat er destijds spanningen waren binnen het huishouden van Bellelli. Laura vertrouwde hem toe dat ze, terwijl ze in ballingschap leefde, haar Napolitaanse familie miste en dat haar man "immens onaangenaam en oneerlijk was". Laura Bellelli was zwanger toen Degas haar bezocht. Later beviel ze van een kind dat op jonge leeftijd overleed. Eind maart 1859 verliet Degas Florence om terug te keren naar Parijs. Daar ontving hij een brief van Laura waarin ze schreef: "Je moet heel blij zijn om weer bij je familie te zijn, in plaats van in de aanwezigheid te zijn van een droevig gezicht als het mijne en een onaangenaam gezicht als dat van mijn echtgenoot."
Er zijn geen bronnen die bevestigen waar en wanneer het uiteindelijke schilderij gemaakt is. Waarschijnlijk nam Degas talloze schetsen en studies mee terug naar Frankrijk en schilderde hij het doek in een studie in Parijs. Het is onwaarschijnlijk dat het werk in Italië gemaakt is, omdat het appartement van Bellelli te klein was om zo'n groot werk te herbergen en er geen studiofaciliteiten waren. In maart 1860 keerde Degas terug naar Italië, gedeeltelijk om familiezaken uit te voeren. In april bezocht hij de Bellellis opnieuw en maakte verschillende tekeningen van zijn oom. 

## Voorstelling
In zijn correspondentie uit die tijd noemde Degas onder meer Van Dyck, Giorgione en Botticelli als zijn inspiratiebronnen. Las Meninas, het beroemde schilderij van Diego Velázquez, heeft Degas mogelijk op het idee gebracht om een foto, spiegel en deuropening te gebruiken om de ruimte van het interieur uit te breiden. Alle historische voorbeelden voegde hij samen tot een compositie die "uniek was in het oeuvre van de schilder en uniek onder de werken van zijn tijdgenoten."
Het bijzondere karakter van het schilderij is voor een groot deel te danken aan de compositie. Het is een familieportret, in groot formaat geschilderd, met een sterke psychologische zeggingskracht. De plaatsing van de figuren suggereert de vervreemding tussen de ouders en de verdeelde loyaliteit van hun kinderen. Laura Bellelli lijkt te poseren voor een officieel portret, haar uitdrukking oogt ongelukkig. Haar ene hand rust beschermend op Giovanna's schouder, met de andere houdt ze haar zwangere lichaam in evenwicht. Giulia, in het midden van het schilderij en gezeten in een kleine stoel, vertoont jeugdige rusteloosheid terwijl ze in de richting van haar vader kijkt. Ze is de compositorische schakel tussen haar ouders. Gennaro lijkt onverschillig. Hij kijkt naar zijn gezin, maar zit apart van hen, zijn gezicht grotendeels in de schaduw. De indrukwekkende figuur van Laura is tegen een vlakke muur en een heldere fotolijst geplaatst, terwijl Gennaro's meer teruggetrokken figuur wordt omlijst door een schoorsteenmantel, snuisterijen en een reflecterende spiegel. De familiehond, waarvan een glimp te zien is in de rechter benedenhoek, loopt uit het schilderij. 
De tekening die achter hen aan de muur hangt, is een portret van de onlangs overleden Hilaire Degas in de stijl van Holbein. Het was vermoedelijk een voorstudie voor de portretten die Degas van zijn grootvader maakte. Door het direct achter het hoofd van zijn tante te plaatsen, verbond Degas de generaties van zijn familie, en volgde hij een conventie van portretkunst die sinds de Renaissance werd gebruikt, het opnemen van afbeeldingen van voorouders. 
De vervreemding tussen de seksen was een terugkerende thema in Degas' werk uit de jaren zestig van de negentiende eeuw. Voorbeelden hiervan zijn Interieur (De verkrachting) dat zich afspeelt in het hedendaagse Parijs, en Jonge Spartanen doen oefeningen dat in de antieke tijd gesitueerd is. Het portret van de familie Bellelli valt op, omdat deze psychologische conflicten in de familie van de schilder te zien zijn. Het lijkt redelijk om aan te nemen dat de normaal gesproken erg discrete Degas zich er niet van bewust was hoe duidelijk de spanning tussen zijn tante en oom zichtbaar was.

## Herkomst
Het schilderij was vrijwel zeker bedoeld als tentoonstellingsstuk, want het valt te betwijfelen of Degas zo'n groot doek enkel voor privé-gebruik geschilderd zou hebben. Er wordt aangenomen dat het schilderij uiteindelijk werd tentoongesteld op de Salon van 1867. Degas hield het schilderij in bezit tot zijn laatste verhuizing in 1913, waarna hij het achterliet bij de kunsthandelaar Paul Durand-Ruel. Het schilderij werd pas na de dood van Degas weer in het openbaar gezien, toen het in 1918 te koop werd aangeboden als onderdeel van de nalatenschap van de schilder. De onverwachte verschijning veroorzaakte een sensatie en het werk werd onmiddellijk door het Musée du Luxembourg gekocht voor 300.000 frank. In 1929 werd het overgebracht naar het Louvre en in 1947 naar het Musée du Jeu de Paume. In 1986 volgde de laatste verplaatsing, naar het nieuw opgerichte Musée d'Orsay. 

## Afbeeldingen

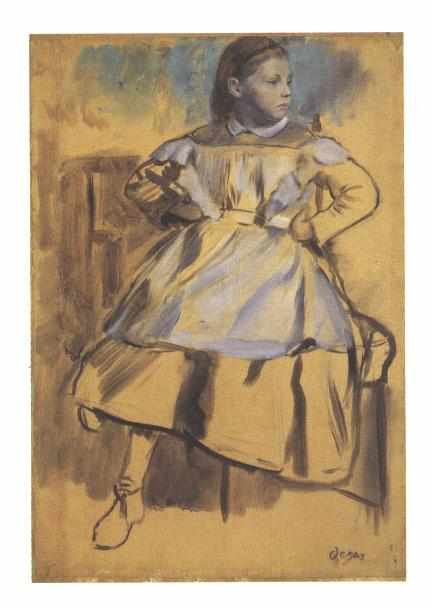
Olieverfschets van Julia
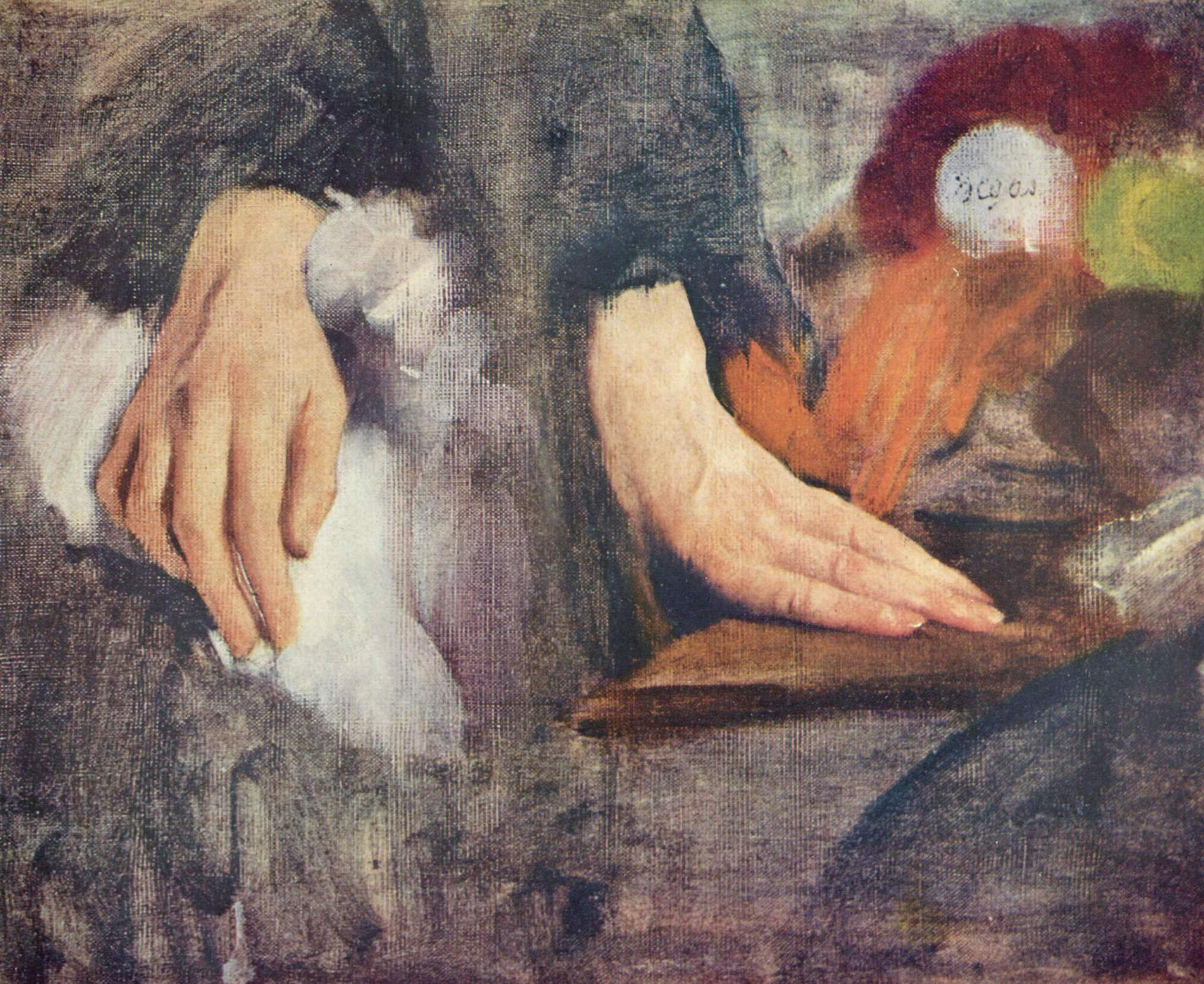
Olieverfschets van de handen van Laura
Las Meninas - Diego Velázquez
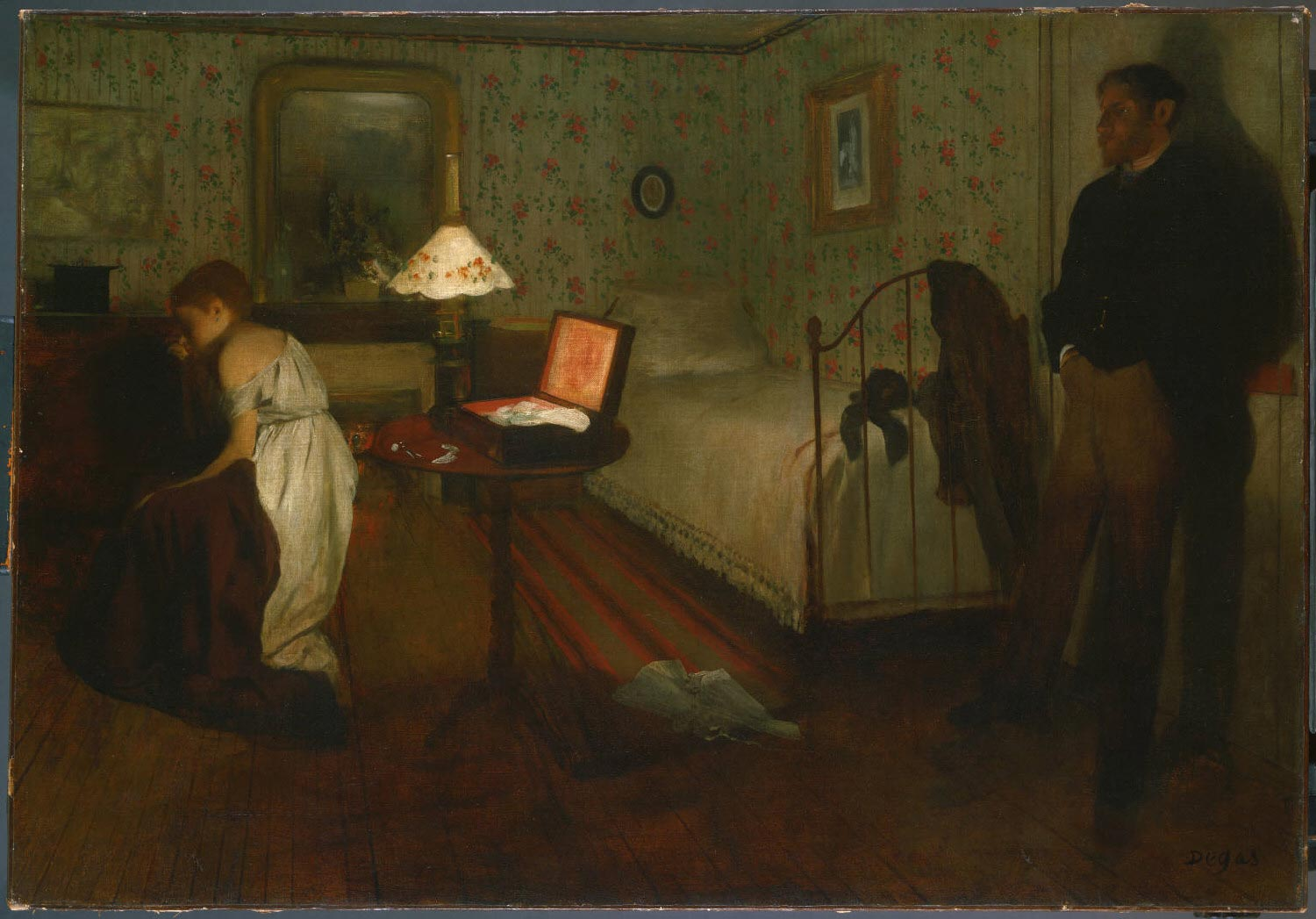
Interieur (De verkrachting) (1868-69)
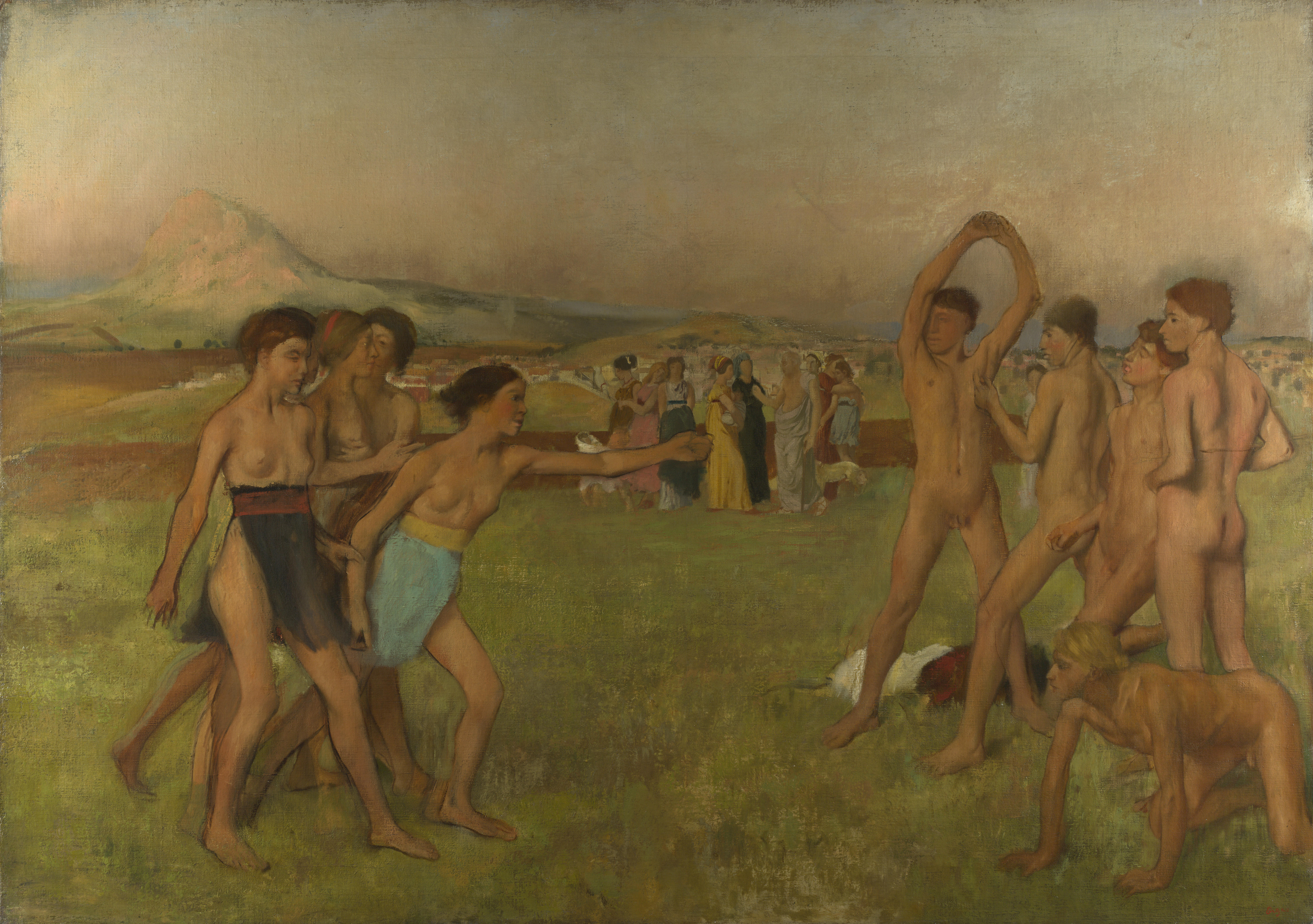
Jonge Spartanen doen oefeningen (ca. 1860)